# Bavua Ntinu André
Bavua Ntinu André, né le 22 mars 1939 et mort le 5 octobre 2013 à Mbanza-Ngungu dans le Kongo-Central, est un pratiquant d'art martial et initiateur des sports japonais (karaté et judo) en République Démocratique du Congo connu comme étant le grand maître Bavua Ntinu Decantor, fondateur de l’école nationale des arts martiaux (ENAM), et chef suprême de la Puissance Spirituelle du Verbe (PSV) dont il est également fondateur et premier chef spirituel de l'organisation,,,,.
Le 8 octobre 2023 à Kinshasa lors de la commémoration du 10e anniversaire de la mort de cet initiateur des arts martiaux en RDC, une demande auprès du gouvernement pour sa décoration à titre posthume et la reconnaissance de ses mérites est adressée par Maitre Gana Etebe Tampwo, président de la Fédération congolaise de Shinkyokushin Full Contact Karaté (FECOSHI), en tant qu'initiateur des sports japonais en RD Congo et grand formateur de plusieurs disciples.